# المجابل
هي إحدى أهم وأقدم حواري الأحساء وأكبرها مساحة.

## الموقع
تبدأ من مدرسة بلاط الشهداء الابتدائية شرقاً حتى شارع كرم غرباً ومن مقبرة المجابل شمالاً حتى سوق التمر القديم جنوباً.

## السكان
كان نشاط أهالي المجابل يتوزع بين الفلاحة والحياكة وهي نسج الأقمشة وبعض الصناعات الأخرى مثل القصاب وهو بائع اللحم والصائغ بائع الذهب
كما خرجت المجابل كثير من العلماء المشهود لهم.